# Leia flavipennis
Leia flavipennis är en tvåvingeart som beskrevs av Lastovka och Loïc Matile 1974. Leia flavipennis ingår i släktet Leia och familjen svampmyggor. Inga underarter finns listade i Catalogue of Life.